# Gaussia attenuata
Palmeira gáussia (Gaussia attenuata O.F. Cook Arecaceae ou Palmae) é uma palmeira originária de Porto Rico adequada para jardins pelo seu porte elegante. Multiplica-se por semente.